# Georges-Eugène-Joseph Lascroux
Georges-Eugène-Joseph Lascroux, francoski general, * 1885, † 1956.